# Простая радужница
Простая радужница (лат. Donacia simplex) — вид жуков-листоедов из подсемейства радужниц. Распространён в Европе, Сибири, Алтае, Саянах, Монголии и во Внутренней Монголии (Китай).
Имаго длиной 7—10 мм. Тело медно-красное, бронзовое или зелёное, редко синее. Каждое из надкрылий на вытянутой вершине прямо притуплено или слегка выступает дугой.
Жуки питаются на листьях осоки, манника и ежеголовника всплывающего.